# Balthasar Cellarius
Balthasar Cellarius (* 10. Oktober 1614 in Rottleben, Thüringen; † 15. September 1689 in Helmstedt, Niedersachsen) war ein deutscher evangelischer Theologe und Hochschullehrer an der Universität Helmstedt.

## Leben
In bescheidenen Verhältnissen als Sohn eines Pfarrers aufgewachsen, lernte er am Gymnasium in Gera. 1632 immatrikulierte er sich an der Universität Jena, nahm ein Studium der Theologie auf und erlangte 1636 den akademischen Grad eines Magisters. Von 1637 bis 1641 war er als Dozent sowie als Schriftsteller tätig. Nachdem er ab 1641 ein Jahr lang in Wittenberg agierte, ging er nach Rudolstadt und wurde in die Dienste eines vornehmen Schwarzburgischen Bürgers angestellt.
1642 ging er an die Universität Helmstedt, wo er Vorlesungen hielt und Bekanntschaft mit Georg Calixt und Konrad Hornejus machte und sich deren Ideen anschloss. Am 5. Juli 1644 wurde er nach Braunschweig berufen, um Prediger an der St.-Ulrici-Kirche zu werden. 1646 rief man ihn auf Anregung von Calixt als Generalsuperintendent zurück nach Helmstedt. Zugleich erhielt er eine Professur an der theologischen Fakultät der Universität Helmstedt. Jedoch erfolgte seine Anstellung in diesen beiden Ämtern erst 1648, als er sich gegen Justus Gesenius durchgesetzt hatte. 1662 wurde er Vizerektor der Universität Helmstedt.
In Helmstedt übernahm er die zweite theologische Professur, hielt Vorlesungen über das Neue Testament, erklärte die Perikopen und konnte sich an der Polemik gegen die katholische Kirche beteiligen. Als 1650 die Universität Helmstedt visitiert wurde, erhielt er neben Gerhard Titius († 1681) den akademischen Grad eines Doktors der Theologie und wurde damit zum Abt des Klosters Mariental ernannt. Dem synkretischen Streit mit den Orthodoxen Lutheranern enthielt er sich jedoch weitgehend. Er hielt am 10. April 1656 die Leichenrede für seinen Lehrer Calixt. Cellarius starb 1689 und wurde in der Helmstedter Stephanskirche beigesetzt.

## Werke
- Examen potiorum controversiarium, quae ecclesiis A. Confessioni addictis cum Pontificiis intercedunt 1657
- Theologia naturalis
- Tabulae ethicae, politicae et physicae
- De constitutione, natura et paribus theologiae 1651